# Martelli

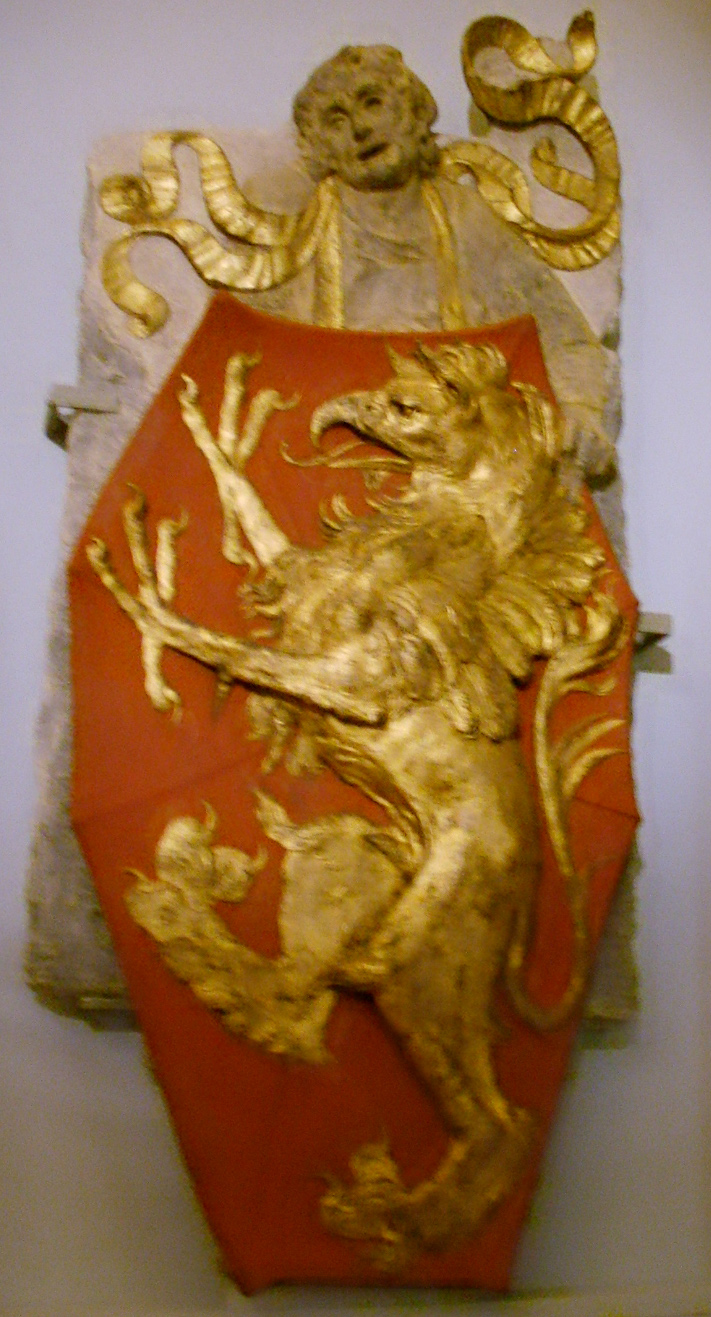
Lo stemma Martelli scolpito da Donatello: grifone d'oro in campo rosso. anticamente la famiglia aveva uno stemma parlante, cioè che richiamava il nome familiare, con due martelli incrociati, visibile sui fiorini coniati quando essi furono Signori sopra la Zecca

I Martelli sono un'antica famiglia del patriziato di Firenze.

## Storia familiare

### Origini

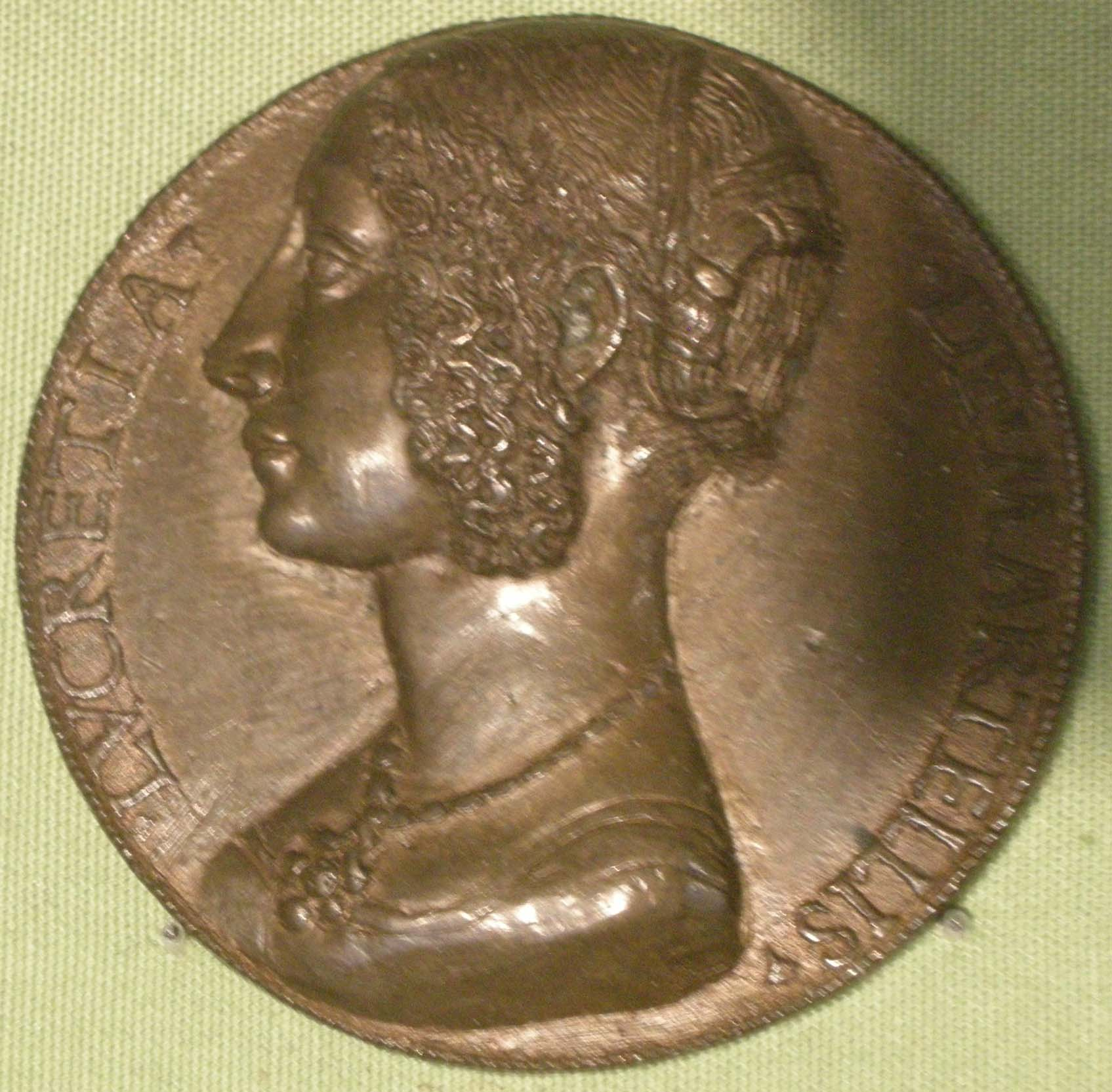
Niccolò di Forzore Spinelli, medaglia di Lucrezia Martelli

Originari della Val di Sieve, si stabilirono a Firenze in via degli Spadai, nel popolo di San Lorenzo a pochi passi dalla cattedrale. Il primo rappresentante del quale si hanno notizie certe è Martello di Ghetto, che sposò Jacopa nella prima metà del XIV secolo, e con la quale ebbe cinque figli tutti maschi. La famiglia, numerosa fin da allora, cercò di allargare i propri possedimenti acquistando altri fabbricati nella stessa via, che non a caso oggi si chiama via de' Martelli.
Nel periodo repubblicano i Martelli ebbero otto gonfalonieri e quaranta priori.
Roberto di Martello ottenne la prima magistratura dei Martelli con la sua estrazione a priore nel 1343, carica che conseguì altre cinque volte: 1350, 1354, 1359, 1364, 1373.
Con Ugolino di Martello (m. 1391), immatricolato nell'Arte di Calimala, ottennero il primo gonfalonierato della famiglia nel 1390; Ugolino fu infatti: membro dei XII Buonomini nel 1381, Gonfaloniere di Giustizia nel 1390 e Priore delle Arti nel 1387. Egli aveva avuto successo anche come mercante, cosa che gli permise di ottenere una buona base finanziaria. La compagnia mercantile dei Martelli poteva dirsi di stampo familiare e di dimensioni medie, appoggiata a quella dei potenti Albizi.
Nel secolo seguente, la famiglia arricchitasi, acquistò la villa di Soffiano e quella di Gricigliano.

### Alleati dei Medici nel Quattrocento
Con l'acuirsi degli scontri tra Albizi e Medici, i Martelli ebbero la fortunata intuizione di schierarsi con i futuri vincitori, i Medici, ribaltando la loro alleanza precedente.
Niccolò (m. 1425), figlio di Ugolino, consolidò la sua posizione sia come mercante che come uomo politico; fu Priore delle Libertà nel 1401, 1407, 1411 e 1415. Egli ebbe ben tredici figli, dai quali si originarono almeno 4 rami principali della famiglia.
Roberto Martelli (1408-post 1469), in particolare, fu uno dei fedelissimi di Cosimo il Vecchio, e mantenne il legame anche durante l'esilio del patriarca di casa Medici, tanto che al suo ritorno venne ricompensato, pare proprio grazie all'intercessione di Cosimo, con il titolo di conte palatino, concesso dall'imperatore d'Oriente Giovanni VII Paleologo ospite di Palazzo Medici durante il concilio di Ferrara-Firenze (1439).
Niccolò fu un importante mecenate nella Firenze rinascimentale, soprattutto di Donatello al quale fece scolpire un pregevole stemma di famiglia (oggi al Museo del Bargello) e, forse, il sarcofago della famiglia Martelli in San Lorenzo; nella stessa cappella si trova l'Annunciazione fatta dipingere da Filippo Lippi, una delle pochissime opere su tavola dell'artista a trovarsi ancora nella sua collocazione originaria.
Dalle case di famiglia, che ormai occupavano quasi tutto il lato ovest di via degli Spadai, Niccolò fece costruire un grande palazzo, forse su progetto dello stesso Donatello, ed iniziò una pregevole raccolta di opere d'arte.

### Il Cinquecento

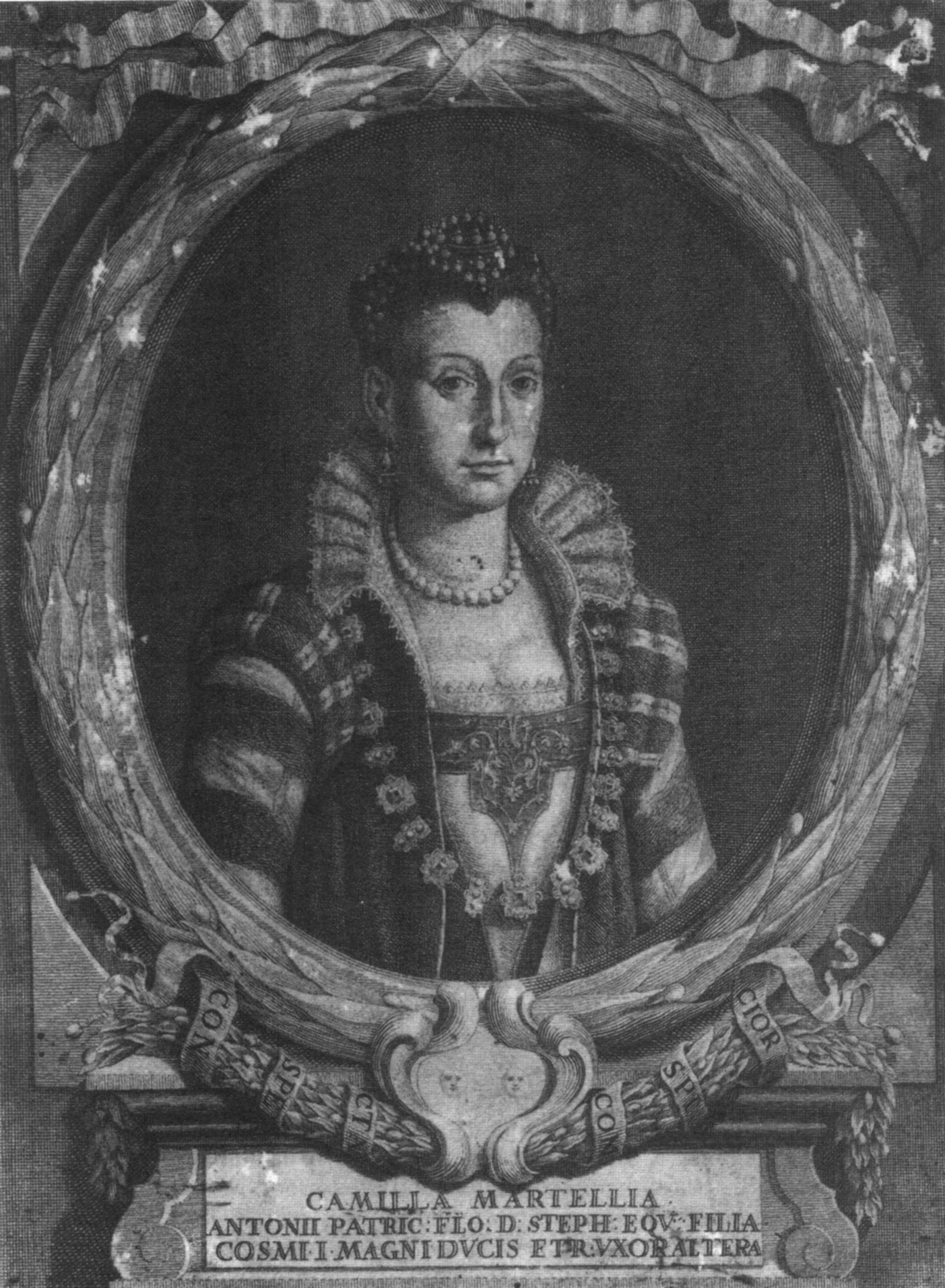
Camilla Martelli

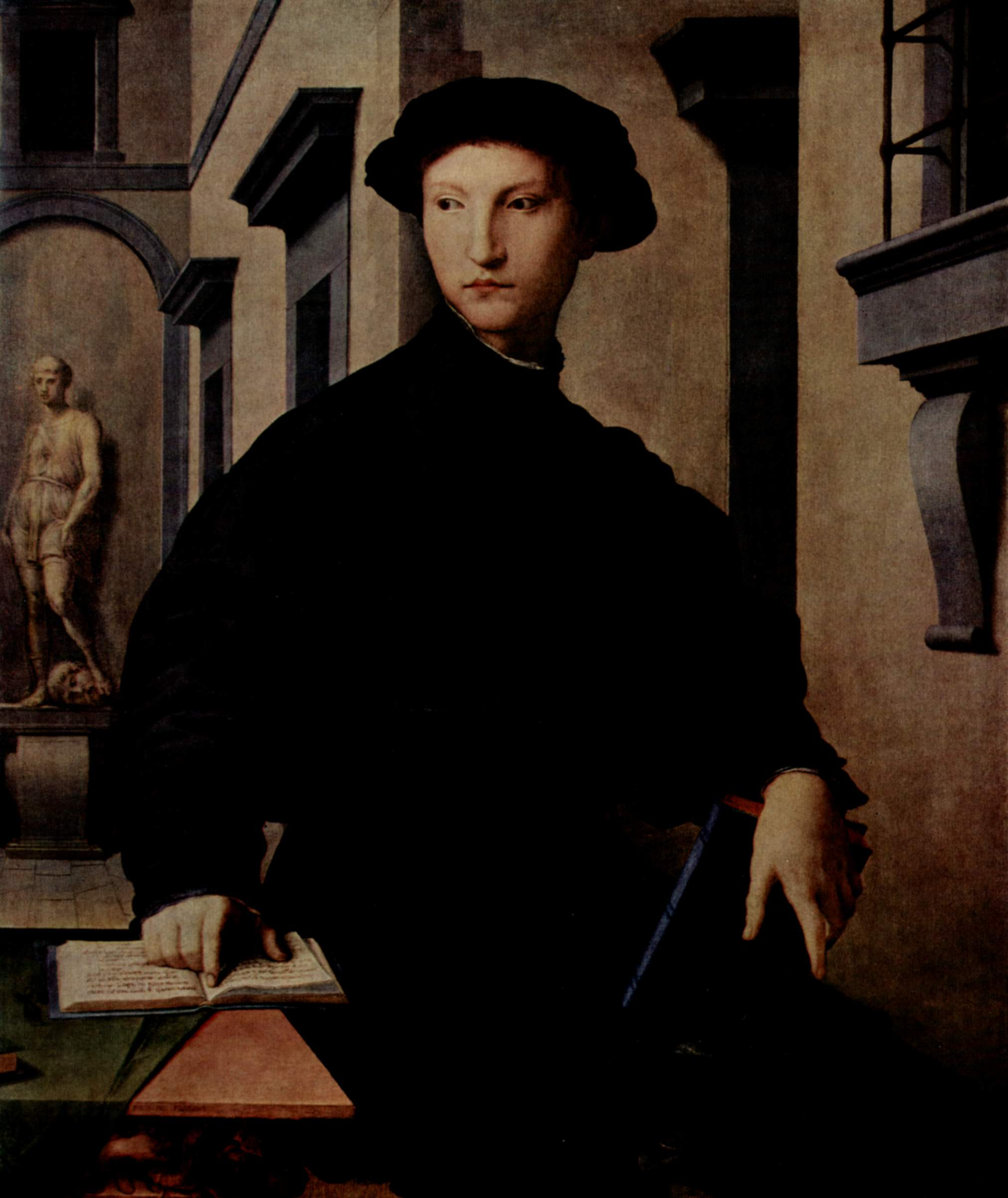
Agnolo Bronzino, Ritratto di Ugolino Martelli, 1534-1538

Fu letterato Ludovico Martelli (1499-1531), autore di versi malinconici, liriche amorose e della tragedia teatrale Tullia. Un altro poeta fu Niccolò di Giovanni, tra i fondatori dell'Accademia Fiorentina nel 1540 e console della medesima nel 1544. Molti altri esponenti familiari ne furono membri di rilievo.
Fu nel 1570 il matrimonio epocale tra Camilla Martelli e l'ormai anziano Cosimo I de' Medici: fu ostacolato il più possibile dai figli avuti dal Granduca con Eleonora di Toledo, e venne celebrato solo quando ormai la storia tra i due amanti era divenuta scandalosa ed era arrivata alle orecchie del papa, anche se fu solo un matrimonio morganatico. Dopo la morte di Cosimo la povera Camilla venne rinchiusa nel convento di Santa Monica e morì ancora quarentenne, affetta, pare, da pazzia. Il matrimonio con Camilla sanò anche degli attriti con alcuni esponenti della famiglia che erano stati esiliati da Firenze per l'opposizione alla presa di potere di Cosimo stesso, vari decenni prima. Tra questi c'erano un Pietro, padre di quell'Antonio Martelli cavaliere di Malta ritratto da Caravaggio, di monsignor Braccio Martelli, e Camillo, decapitato il 7 dicembre 1576 per aver probabilmente preso parte alla congiura dei Pucci.
Nei primi anni del cinquecento, come attestato dalla lapide leggibile sulla facciata del palazzo, attuale sede del Liceo Galileo, Leonardo da Vinci soggiornò quale ospite di Pietro di Braccio Martelli, insieme allo scultore Giovan Francesco Rustici e qui iniziò la compilazione di una parte del Codice Arundel.
In quegli anni Ugolino Martelli fu un umanista di fama, che si fece ritrarre da Agnolo Bronzino.

### Il secolo d'oro della famiglia: il Seicento

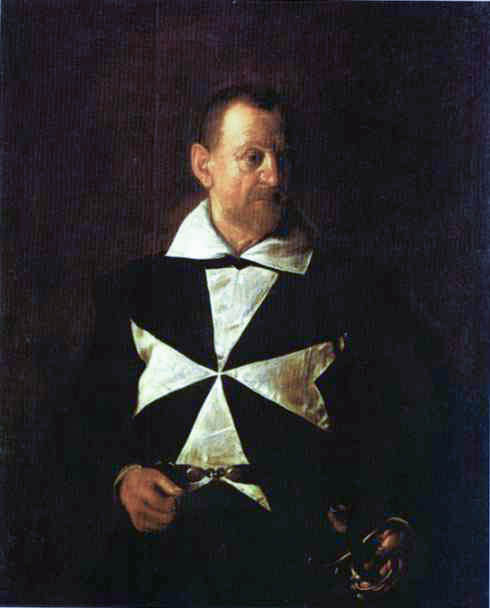
Ritratto di Antonio Martelli, Michelangelo Merisi da Caravaggio, 1608-1609

Marco di Francesco Martelli (1592-1678) fu cavaliere dell'Ordine di Santo Stefano e si prodigò nel ricucire la ricchezza familiare ricostruendo l'antico tessuto commerciale della compagnia dei Martelli, alleandosi con gli Acciaiuoli, i Salviati, gli Altoviti e i Corsini, e rifondando una Compagnia con sede a Roma specializzata nel cambio. Nel 1637 Ferdinando II de' Medici lo premiò nominandolo senatore, una carica puramente formale ma altamente onorifica. Fu lui che fece costruire il Palazzo Martelli in via della Forca (oggi via Zannetti), raro esempio di dimora fiorentina pervenuta con i suoi arredi originali ai giorni nostri: oggi di proprietà dello Stato, è diventato il Museo di casa Martelli, gestito dalla Soprintendenza.
Figli di Niccolò furono il cardinale Francesco Martelli e Niccolò, cavaliere e imprenditore come il padre, che aumentò ancora più considerevolmente la ricchezza familiare (grazie anche al matrimonio con Teresa Cecilia (1650-1732), figlia del marchese e senatore Carlo Gerini), facendo del Seicento un secolo d'oro per la famiglia Martelli. Suo figlio Giuseppe Maria (1678-1741) fu arcivescovo di Firenze. In quel periodo alcuni esponenti familiari parteciparono all'Accademia della Crusca.

### Sette, Ottocento ed estinzione
Ancora nel Settecento la famiglia curò la propria ricchezza attraverso le numerose proprietà terriere, che in quell'epoca andavano per la maggiore a causa del ristagno dei commerci. Niccolò Martelli (1715-1782) aggiunse alle diffuse produzioni di olio e vino quella della seta, rispolverando l'antica tradizione fiorentina.
L'Ottocento fu invece un secolo di crisi familiare e impoverimento, che costò la vendita di ampie parti delle collezioni artistiche e librarie della famiglia. Il palazzo in via degli Spadai fu ceduto nel 1836 e andò ad ampliare gli spazi dell'attiguo collegio dei Padri Scolopi.
Nel Novecento gli ultimi Martelli continuarono a vivere nel palazzo di via della Forca, finché la famiglia si estinse nel 1986, con la morte di Francesca Martelli: a quell'epoca risale la cessione alla Chiesa fiorentina del palazzo, che poi lo passò allo Stato; il 22 ottobre 2009 la Soprintendenza lo ha aperto al pubblico come Museo di Casa Martelli.

## Senatori del Granducato di Toscana[3]
- Domenico di Braccio di Domenico (1486-1548), eletto nel 1534
- Luigi di Ugolino (1494-1580), eletto nel 1568
- Iacopo di Ilarione di Bartolommeo (1517-1593), eletto nel 1588
- Giovanni del sen.Iacopo di Ilarione (1566-1623), eletto nel 1617
- Marco di Francesco di Carlo (1592-1677), eletto nel 1637
- Francesco di Lelio di Francesco (1616-1683), eletto nel 1682
- Niccolò del sen. Marco di Francesco (1634-1711), eletto nel 1686
- Baccio di Antonio di Vincenzo (1650-1721), eletto nel 1713
- Niccolò di Marco del sen. Niccolò (1713-....), eletto nel 1761

## Albero genealogico essenziale
```
Martello Martelli -∞- Jacopa dei Martelli Ghetti
│
├─Raimondo Martelli
│
├─Monaldo Martelli (m. post 1381)
│
├─Contruccio Martelli
│
└─Ugolino Martelli (m. 1391)
  │
  └─Niccolò Martelli (m. 1425) -∞- Ermellina dell'Antella
    ├-∞-Fioretta Bartolini         │
    │                              └─Ermellina sposata Gigli
    ├─Ugolino Martelli (1400-?)
    │ │
    │ ├─Niccolò Martelli (1436-1484)
    │ │ │
    │ │ ├─Lorenzo Martelli (m. post 1533)
    │ │ │ │
    │ │ │ └─Ludovico Martelli (1499-Salerno 1527), poeta e tragediografo
    │ │ │
    │ │ └─Gianfrancesco Martelli
    │ │   │
    │ │   └─Carlo Martelli (1510-1587)
    │ │     │
    │ │     └─Francesco Martelli (1543-1601)
    │ │       │
    │ │       └─
Marco Martelli
 (1592-1678)
    │ │         │
    │ │         ├─
Francesco Martelli
 (1633-1717), 
cardinale

    │ │         │
    │ │         └─Niccolò Martelli (1634-1711)
    │ │           │
    │ │           ├─Marco Martelli (1670-1724)
    │ │           │ │
    │ │           │ └─Niccolò Martelli (1715-1782), senatore dal 1761
    │ │           │   │
    │ │           │   └─> ramo estinto nella prima metà dell'Ottocento
    │ │           │
    │ │           └─
Giuseppe Maria Martelli
 (1678-1741), 
arcivescovo di Firenze

    │ │
    │ └─Luigi Martelli (m. post 1513)
    │   │
    │   ├─
Ugolino Martelli
, 
vescovo di Lecce
 dal 1511 e 
vescovo di Narni
 dal 
1517

    │   │
    │   └─Luigi Martelli (1494-1580)
    │     │
    │     ├─
Ugolino Martelli
 (1519-1592), vescovo di 
Glandèves
, ritratto da 
Agnolo Bronzino

    │     │
    │     └─Lodovico Martelli (m. 1607), vescovo di 
Joppe
 dal 1584 e 
vescovo di Chiusi
 dal 1597
    │
    ├─Antonio Martelli (1401-?)
    │ │
    │ ├─Niccolò Martelli
    │ │ │
    │ │ └─Giovanni Martelli
    │ │   │
    │ │   └─Niccolò Martelli, tra i fondatori dell'
Accademia Fiorentina
 nel 1540
    │ │
    │ └─Girolamo Martelli
    │   │
    │   └─Domenico Martelli (m. assassinato 1531)
    │     │
    │     └─Antonio Martelli (1513-?)
    │       │
    │       └─
Camilla Martelli
 (1547-1590), 
moglie morganatica
 del 
Granduca di Toscana
 
Cosimo I de' Medici

    │
    ├─Bartolomeo Martelli (1407-1474)
    │
    ├─Roberto Martelli (1408-1469), conte palatino dal 1439
    │ │
    │ └─> ramo dei conti palatini, estinto nel 1752 con il canonico Bernardo
    │
    ├─Nera Martelli
    │
    ├─Giovanni Martelli (1410-1464)
    │
    ├─Francesco Martelli (1413-?)
    │
    ├─Domenico Martelli (1414-1476)
    │ │
    │ └─Braccio Martelli (1442-?)
    │    │
    │    └─Pietro Martelli (m. 1525)
    │      │
    │      ├─
Braccio Martelli
 (1501-1561), 
vescovo di Lecce

    │      │
    │      └─Pandolfo Martelli (1504-1568), esule per l'opposizione ai Medici
    │        │
    │        ├─
Antonio Martelli
 (1534-1618), cavaliere di Malta ritratto da 
Caravaggio

    │        │
    │        └─Camillo Martelli, decapitato nel 1576 per aver congiurato contro Cosimo I
    │
    ├─Filippo Martelli (1418-1433)
    │
    ├─Alessandro Martelli
    │
    ├─Martello Martelli (m. durante l'
assedio di Rodi
, 1480)
    │
    └─Mariotto
```